# 阿纳托利·尼古拉耶维奇·佩佩利亚耶夫

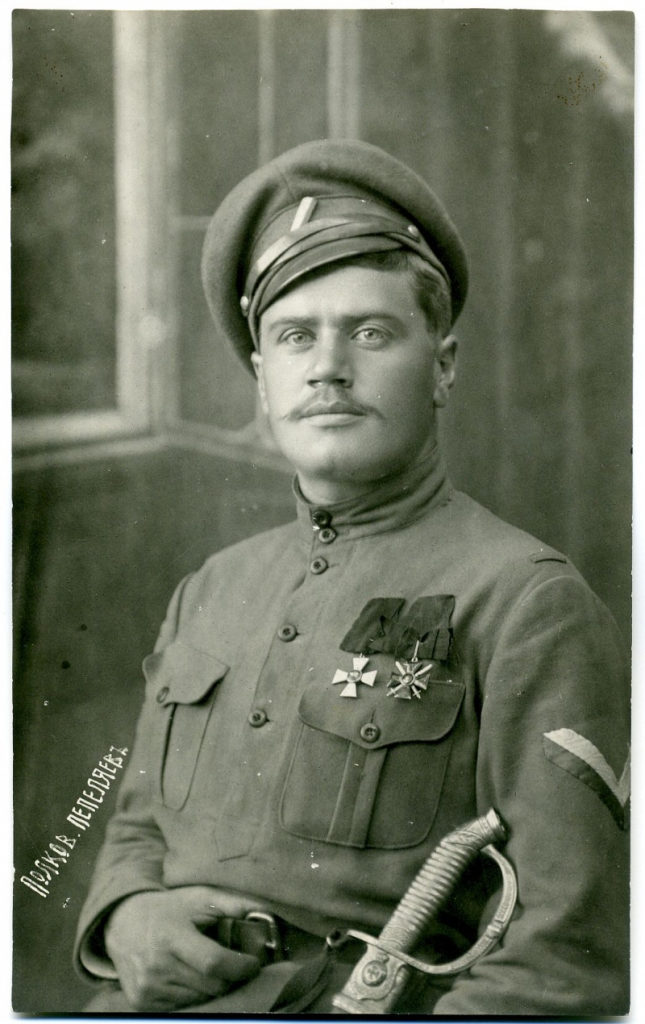
阿纳托利·佩佩利亚耶夫

阿纳托利·尼古拉耶维奇·佩佩利亚耶夫（俄语：Анатолий Николаевич Пепеляев，1891年8月15日—1938年1月14日），俄国白军将领。

## 生平
阿纳托利·佩佩利亚耶夫曾参与过第一次世界大战。十月革命以后，他在托木斯克加入白军的捷克斯洛伐克军团。1918年夏季，其军团向东打通了西伯利亚铁路，战功显著，使得白军得以控制西伯利亚。他进入克拉斯诺亚尔斯克，又向东来到赤塔，穿过外贝加尔山脉，9月，与格里戈里·谢苗诺夫的阿穆尔哥萨克会合。
12月，阿纳托利率军向西进军，于24日攻破彼尔姆，俘虏两万多名红军士兵。他向维亚特卡河进军时被大雾耽误，随后春季恶劣的环境使其军队处境因为缺少供给和消耗过大而不妙。红军的生力军趁机攻入了这片地域。1919年6月2日，他攻陷格拉佐夫是最后一场胜利。接下来的一个月里，他的部队遭遇了一系列溃败，退往托博尔斯克，被迫在那里与布尔什维克决战。年末，白军陷入混乱，继抛弃托木斯克之后，又抛弃了鄂木斯克。
阿纳托利·佩佩利亚耶夫与最高领袖亚历山大·高尔察克在12月中旬爆发冲突，阿纳托利威胁要逮捕高尔察克。最后在担任总理的兄长维克托·佩佩利亚耶夫的斡旋下和解，随后阿纳托利被罢免军职送往哈尔滨治疗斑疹伤寒，其部众归弗拉基米尔·卡普佩尔管理，后者后来发起了西伯利亚冰雪大行军，穿越冰封的贝加尔湖向远东撤退。
在哈尔滨期间，阿纳托利干过一些不体面的工作，包括木匠、出租车司机等，但他仍怀着将西伯利亚从布尔什维克手中夺回的愿望。1922年8月31日，他带领553名志愿者重新参加俄国内战。他们航向鄂霍次克海，在鄂霍次克登陆，试图向西渗透到崎岖的山区。9月，沿着鄂霍特河进入西伯利亚，支援由米哈伊尔·科罗别伊尼科夫领导的雅库特叛乱军，但因人数相差悬殊，被伊凡·斯特罗德率领的布尔什维克击败，向东逃去，试图渡海逃往萨哈林岛。5月，红军在鄂霍次克附近发现并击败了他。1923年6月17日，他在滨海的村庄阿扬被布尔什维克包围，宣布投降。这是俄国内战中最后一次围城战。
阿纳托利·佩佩利亚耶夫被符拉迪沃斯托克的军事法庭判处枪决。随后他向苏联最高苏维埃主席团主席米哈伊尔·加里宁请求宽恕，获得减刑到监禁十年。1936年6月6日获释，在沃罗涅日当木工维持生计。1937年8月，他在大清洗中被捕，送到新西伯利亚。他被控以“组织反革命团伙”罪行，在1938年1月14日被处决。讽刺地是，击败他的红军首领伊凡·斯特罗德也在不久后的2月4日被控以“阶级敌人”的罪名遭处决。
1989年，阿纳托利·佩佩利亚耶夫获得苏联政府的平反。